# Hemioplisis quatuormaculata
Hemioplisis quatuormaculata là một loài bướm đêm trong họ Geometridae.